# ویاچسلاو مالافیف
ویاچسلاو مالافیف (روسی: Вячесла́в Алекса́ндрович Малафе́ев؛ IPA: [vʲɪt͡ɕɪˈslaf ɐlʲɪˈksandrəvʲɪt͡ɕ məlɐˈfʲejɪf]؛ زادهٔ ۴ مارس ۱۹۷۹) یک بازیکن فوتبال و دروازه‌بان اهل روسیه است.
از باشگاه‌هایی که در آن بازی کرده‌است می‌توان به زنیت سن پترزبورگ اشاره کرد.
وی برای تیم ملی روسیه ۲۸ بازی انجام داده و ۰ گل به ثمر رسانده‌است. پست تخصصی این بازیکن نیز، دروازه‌بان است.